# Autumn (rappeur)
 (mars 2024).
Pour les articles homonymes, voir Autumn.
 (janvier 2023).
Autumn, stylisé Autumn!, de son vrai nom Benjamin Clarence Phillips Jr. né le 24 juin 1998 à Lafayette, est un chanteur, rappeur et producteur américain. Il a d'abord commencé comme producteur sous le nom de Twinuzis.  Il est surtout connu pour avoir popularisé le sous-genre PluggnB aux côtés de son collègue artiste Summrs.

## Biographie

### Débuts (2017—2019)
Après avoir commencé sa carrière dans la musique principalement en tant que producteur, Autumn! commence à rapper après avoir été poussé à le faire par un nouveau collaborateur fréquent Summrs, avec qui il continuerait à collaborer fréquemment en tant que producteur et rappeur. Il sort son premier projet en 2017, qui est un EP intitulé Happy Birthday. Lui et Summrs sortiront également un EP collaboratif intitulé 2 Seasons en juillet 2017. Il sort deux autres projets tout au long de 2017, un EP éponyme également sorti en juillet et une suite de 2 Seasons en octobre avec Summrs appelée 2 Seasons II.
En 2018, Autumn! publie les EP suivants : #Dont Forget Me #ImStillHere, BuggaWrld, LSD, ##RETRIBUTION, ##R2 ## R2, ##B4R3 ##B4R3, ##R3 ##R3 et Opiates ! . Il a également attiré davantage l'attention dans l'underground pour son single collaboratif avec Summrs Can't Take It. Il contribuerait également à la production de la musique d'autres artistes comme Summrs.
En 2019, il rejoindrait officiellement le collectif de musique Slayworld, qui contenait d'autres groupes underground notables comme Kankan, Goonie et Summrs et était affilié à des artistes comme Weiland, Yeat et SeptembersRich, qui étaient étroitement associés au groupe bien qu'ils ne soient pas membres officiels du groupe. En 2019, il sort les EP Modern Day Michelangelo, YlfrettuB, ##B4R4 ##B4R4, Wick and Clancy: 2S3 Vol. 1 (une collaboration avec Summrs), Wya!, et 5303. Il a également sorti la mixtape 4 et a collaboré avec d'autres artistes comme Kankan, Summrs et Texako.

### Montée en notoriété (depuis 2020)
En 2020, Autumn! sort son premier album officiel, ILS Verront, le 1er septembre 2020. L'album contient 13 titres et une apparition du rappeur Lil Playah. En plus de cet album, il a également sorti les EP #hollywood, Ep TwinSwiper Autumn ! (en collaboration avec SeptembersRich), et Solitary.
En 2021, il signe avec le label VictorVictor de Steven Victor et commence à teaser son deuxième album Antagonist !. Il sort plusieurs EP pour créer une « hype » autour du projet comme Simp Music, Exactly, Golden Child, Chapter 1 et Not Much Left. Il a également sorti plusieurs singles qui finiront par se retrouver sur Antagonist, notamment le single auto-produit One Way. Il travaillerait également avec des artistes comme Yeat, K Suave et Summrs en tant que producteur et rappeur.
Autumn publie Antagonist le 29 avril 2022. À la suite de la sortie de cet album, il s'accorde une grande pause au cours de laquelle il déclare avoir redécouvert son amour pour la musique. Il se remet à publier de la musique avec le projet ##B4GC2 ##B4GC2, sorti le 28 juillet 2022. Il sort ensuite le projet Golden Child, Chapter 2 le 26 août 2022.

## Discographie

### Albums studio
- 2022 : Antagonist

### Mixtapes
- 2019 : 4
- 2020 : ILS Verront
- 2020 : Solitary
- 2021 : Golden Child, Chapter 1
- 2022 : Golden Child, Chapter 2

### EP
- 2017 : Happy Birthday
- 2017 : Autumn
- 2018 : BUGGAWORLD
- 2018 : #DONTFORGETME #IMSTILLHERE
- 2018 : L.S.D.
- 2018 : ##RETRIBUTION
- 2018 : ##B4R3 ##B4R3
- 2018 : Opiates
- 2019 : Modern Day Michelangelo
- 2019 : ##R2 ##R2
- 2019 : ##R3 ##R3
- 2019 : YlfrettuB
- 2019 : ##B4R4 ##B4R4
- 2019 : 5303
- 2019 : WICK!
- 2020 : #hollywood
- 2021 : simp music
- 2021 : Exactly
- 2021 : Not Much Longer
- 2021 : Not Much Left!
- 2022 : ##B4GC2 ##B4GC2